# ダンカン2世 (スコットランド王)

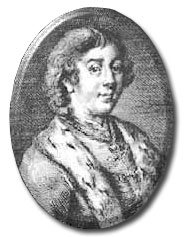
ダンカン2世

ダンカン2世（Duncun II, 1060年? - 1094年11月12日）は、スコットランド王（在位：1094年5月 - 1094年11月）。マルカム3世とフィン・アルネッソンの娘でオークニー伯シーガードの長男の未亡人イーンガボーグの子。エドワード、エドマンド、エドガー、エゼルレッド、アレグザンダー1世、イーディス（マティルダ）、メアリー、デイヴィッド1世の異母兄。

## 生涯
1072年にイングランド王ウィリアム1世がスコットランドに侵攻し、父が敗れた時に人質としてロンドンに送られ、成人してもイングランドに留められた。
1093年、父と異母弟エドワードがイングランド侵攻で反撃に遭い戦死、叔父のドナルド3世が王位簒奪すると、翌1094年5月にウィリアム1世の息子ウィリアム2世の援助を受け、ドナルド3世より王位を奪還するための軍を起こした。ダンカンはドナルド3世の軍を破り、王位についた。
しかし、ダンカン2世のイングランド臣従の姿勢に重臣たちの反発は大きく、即位半年後の11月、ドナルド3世にメアンズ地方のモンダインズで暗殺され、遺体はダンファームリン・アビーに埋葬された。スコットランドは復位したドナルド3世とダンカン2世の異母弟エドマンドの共同統治になったが、1097年にダンカン2世の別の異母弟エドガーがイングランドの支援で挙兵、ドナルド3世とエドマンドを破り王位を奪った。

## 子女
1090年、ノーサンブリア伯ゴスパトリックの娘エセルリーダと結婚した。
- ウィリアム・フィッツダンカン（1090/4年 - 1147年） - マリ伯